# Kórnik
Kórnik (deutsch Kurnik) ist eine Stadt im Powiat Poznański der Woiwodschaft Großpolen in Polen. Sie ist Sitz der gleichnamigen Stadt-und-Land-Gemeinde mit 30.909 Einwohnern (Stand 31. Dezember 2020). In Kórnik wurde 1961 die ehemalige, ältere Stadt Bnin eingemeindet.

## Geographische Lage
Kórnik liegt 20 Kilometer südöstlich von Posen im Gebiet der großpolnischen Seenplatte (Pojezierze Wielkopolskie). Das ehemalige Bnin nimmt den Süden der Stadt Kórnik ein.

## Geschichte

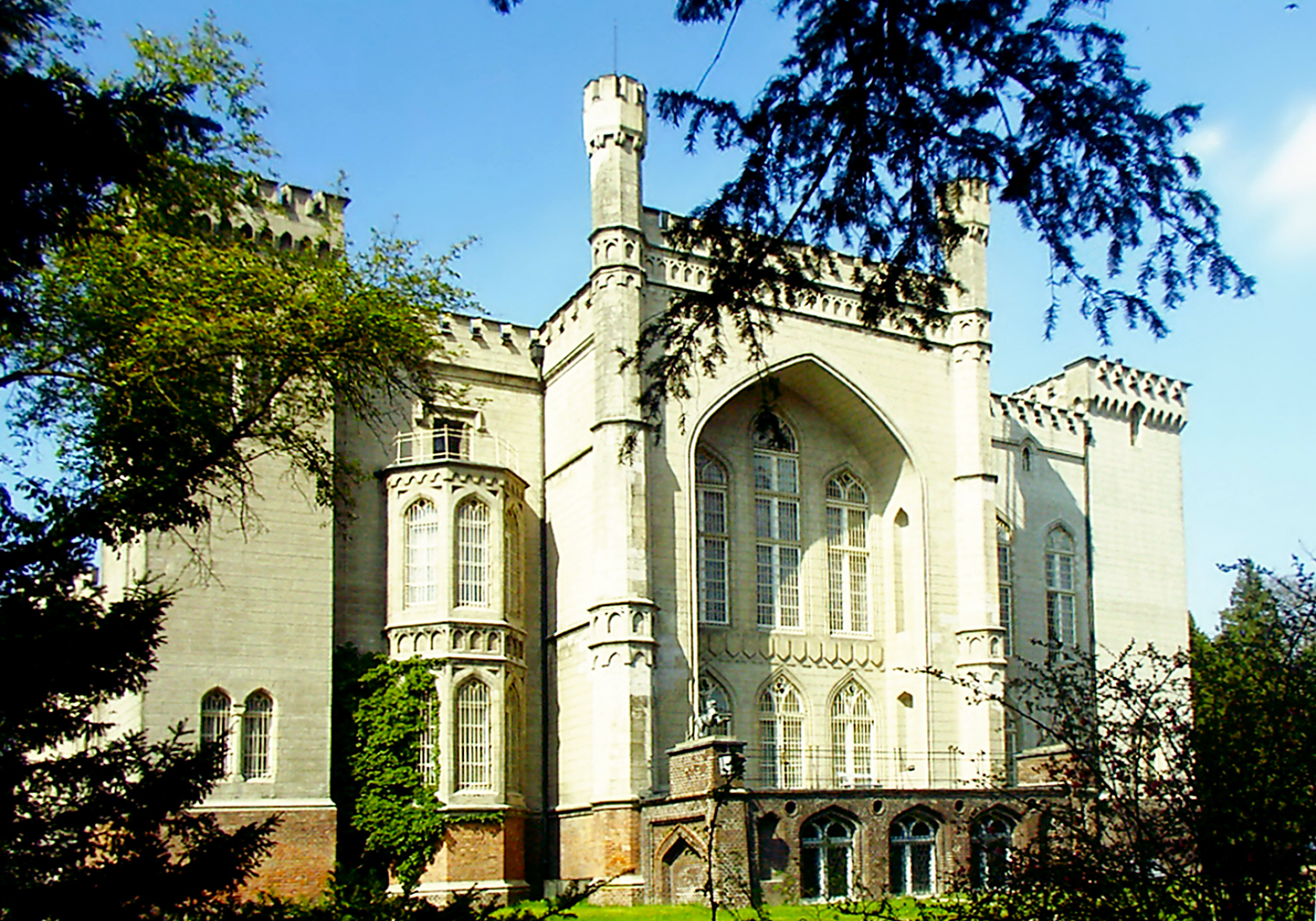
Schloss Kórnik

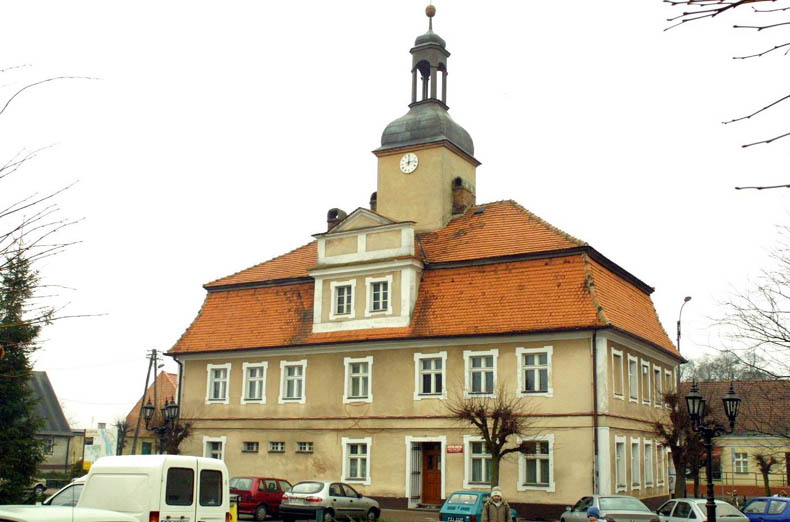
Barockes Rathaus in Bnin

Bereits im 13. Jahrhundert befand sich in Bnin eine befestigte Siedlung, die um 1390 Stadtrechte erhielt. Das benachbarte Kórnik wurde erst um 1430 zur Stadt erhoben. In Kórnik residierten seit dem 15. Jahrhundert verschiedene Adelsfamilien, die die bedeutende Schlossbibliothek anlegten und vergrößerten. Bei der Zweiten Teilung Polens fielen beide Städte 1793 an Preußen. 1870 lebten in Kórnik 2300 Einwohner, 1992 waren es in der 1961 zusammengelegten Stadt etwa 6000. 1939 marschierte die deutsche Wehrmacht ein, die Stadt wurde in Burgstadt umbenannt, die jüdischen Einwohner deportiert und später ermordet, der jüdische Friedhof und die von 1767 stammende Holzsynnagoge zerstört.
Von 1975 bis 1998 gehörte Kórnik zur Woiwodschaft Posen.
| Name   | deutscher Name (1815–1919) | deutscher Name (1939–1945) |
| ------ | -------------------------- | -------------------------- |
| Bnin   | Bnin                       | Seebrück                   |
| Kórnik | Kurnik                     | Burgstadt                  |

## Sehenswürdigkeiten
Die historischen Anfänge der Burg reichen bis in das Mittelalter zurück, als sie im Besitz der Familie Górka war, die im 14. Jahrhundert den Bau ihrer Familienresidenz begonnen hat.
- Bekannt ist Kórnik heute durch sein neogotisches Schloss mit Parkanlage. In ihm befinden sich ein Museum und eine weithin bekannte Bibliothek. Das ursprünglich aus dem 14. Jahrhundert stammende Gebäude wurde im 19. Jahrhundert im Auftrage des Adligen Tytus Działyński nach einem Entwurf Karl Friedrich Schinkels umgebaut. Der letzte Besitzer Władysław Zamoyski vermachte es 1924 dem polnischen Volk. Das Schloss ist umgeben von einem über 40 Hektar großen Arboretum, dem größten und ältesten in Polen, das über 3.000 Arten an Bäumen und Sträuchern enthält.
- Allerheiligen-Stiftskirche aus dem 14. Jahrhundert, im 19. Jahrhundert umgebaut.
- Barockes Rathaus in Bnin
- Dendrologisches Museum – In Kórnik befindet sich das Institut für Dendrologie der Polnischen Akademie der Wissenschaften (Polska Akademia Nauk, PAN).

## Gemeinde
Zur Stadt-und-Land-Gemeinde (gmina miejsko-wiejska) Kórnik gehören die Stadt selbst und Orte mit 29 Schulzenämtern.

## Verkehr
Die Bahnstation Kórnik liegt in Szczodrzykowo an der Bahnstrecke Kluczbork–Poznań.

## Persönlichkeiten
Geboren in Kórnik
- Klaudyna Potocka (1801–1836), Patriotin und Krankenpflegerin
- Johann von Dzialynski (1829–1880), Rittergutsbesitzer, Politiker und Reichstagsabgeordneter
- Betty Isolani-Perl (1873–1978), Schauspielerin
- Helmut Josef Schilhabel (1896–1972), Maler
- Patryk Rajkowski (* 1996), Radsportler

Geboren in Bnin
- Gustav Graben-Hoffmann (1820–1900), Komponist des Liedes Fünfmalhunderttausend Teufel
- Wisława Szymborska (1923–2012), polnische Literaturnobelpreisträgerin.